# Корефлексивное отношение
Корефлексивное отношение — бинарное отношение {\displaystyle R} на множестве {\displaystyle X}, такое, что всякие два элемента {\displaystyle (a,b)} множества {\displaystyle X}, находящихся в отношении {\displaystyle (a,b)\in R} (что пишут ещё как {\displaystyle aRb}), совпадают друг с другом {\displaystyle a=b}.
Формально, бинарное отношение {\displaystyle R} корефлексивно, если {\displaystyle \forall a,b\in X(aRb\Rightarrow a=b)}.
Бинарное отношение {\displaystyle R} на множестве {\displaystyle X} является корефлексивным тогда и только тогда, когда оно является подмножеством тождественного отношения {\displaystyle id_{X}} на множестве {\displaystyle X} ({\displaystyle id_{X}=\{(x,x)|x\in X\}}), то есть {\displaystyle R\subseteq id_{X}}.

## Примеры
- Отношение «равно и нечётно» на множестве натуральных чисел: {\displaystyle R=\{(1,1),(3,3),\ldots \}}